# بريان شميدت

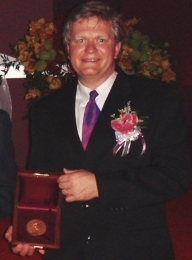
بريان شميت تلقي جائزة شو لعلم الفلك في عام 2006 مع ريس آدم وبيرلماتر شاول..

بريان ب. شميت أو بريان شميدت (بالإنجليزية: Brian P. Schmidt)‏ (مواليد 24 فبراير 1967) هو نائب المستشار في الجامعة الوطنية الأسترالية (ANU). وهو سابقًا أستاذ وعالم في الفلك في مرصد جبل سترملو ومدرسة الأبحاث في الفلك والفيزياء الفلكية في الجامعة. وهو معروف بأبحاثه في استخدام الانفجارات العظمى كمؤشرات كونية. يحمل حالياً منحة فيدرالية من مجلس الأبحاث الأسترالي واُنتخابه عضواً في الجمعية الملكية (FRS) في عام 2012. شارك شميت في جائزة شاو للفيزياء الفلكية لعام 2006 وجائزة نوبل في الفيزياء لعام 2011 مع سول بيرلموتر وآدم ريس لتقديم دليل على أن توسع الكون يتسارع، مما جعله الوحيد الذي حصل على جائزة نوبل في ولاية مونتانا.

## تعليمه
ولد شميت في ميسولا بولاية مونتانا، حيث كان والده دانا سي. شميت عالم أحياء بحرية. عندما كان عمره 13 عامًا، انتقلت عائلته إلى أنكوريج في ولاية ألاسكا.
تعلم شميت في مدرسة بارتليت الثانوية في أنكوريج في ألاسكا، وتخرج عام 1985. قال إنه كان يرغب في أن يصبح عالم أرصاد جوية. قرر دراسة علم الفلك الذي كان يعتبره "هواية ثانوية" قبل التسجيل في الجامعة. حتى ذلك الحين، لم يكن ملتزمًا تمامًا: قال "سأدرس علم الفلك وأغير إلى شيء آخر لاحقًا"، ولم يقم بهذا التغيير أبدًا.
تخرج بدرجة البكالوريوس في الفيزياء وعلم الفلك من جامعة أريزونا في عام 1989. حصل على درجة الماجستير في علم الفلك عام 1992، ثم الدكتوراه في علم الفلك في عام 1993 من جامعة هارفارد.

## روابط خارجية
- بريان شميدت على موقع IMDb (الإنجليزية)
- بريان شميدت على موقع الموسوعة البريطانية (الإنجليزية)
- بريان شميدت على موقع مونزينجر (الألمانية)
- بريان شميدت على موقع إن إن دي بي (الإنجليزية)
- بريان شميدت على موقع قاعدة بيانات الفيلم (الإنجليزية)